# Перушић Бенковачки
Перушић Бенковачки је насељено мјесто у Равним Котарима, у сјеверној Далмацији. Припада граду Бенковцу у Задарској жупанији, Република Хрватска.

## Географија
Налази се око 3 км југоисточно од Бенковца.

## Историја
Перушић Бенковачки се од распада Југославије до августа 1995. године налазио у Републици Српској Крајини.

## Култура
У Перушићу се налазе двије римокатоличке цркве: Узнесење Богородице Марије и Св. Јурај. Поред насеља су и остаци тврђаве Перушић (Бења).

## Становништво
Прије грађанског рата у Хрватској, Перушић је био национално мјешовито село; по попису из 1991. године, имао је 595 становника, од тога 433 Хрвата, 159 Срба и 3 осталих. Према попису становништва из 2001. године, Перушић Бенковачки је имао 297 становника. Перушић Бенковачки је према попису становништва из 2011. године имао 153 становника, углавном Хрвата.
| Националност       | 1991. | 1981. | 1971. | 1961. |
| Хрвати             | 433   | 460   | 511   | 549   |
| Срби               | 159   | 138   | 163   | 170   |
| Југословени        |       | 16    |       | 2     |
| остали и непознато | 3     | 7     | 4     | 1     |
| Укупно             | 595   | 621   | 678   | 722   |

| Демографија | Демографија | Демографија |
| Година      | Становника  | Становника  |
| ----------- | ----------- | ----------- |
| 1961.       | 722         |             |
| 1971.       | 678         |             |
| 1981.       | 621         |             |
| 1991.       | 595         |             |
| 2001.       | 297         |             |
| 2011.       |             | 153         |

## Попис 1991.
На попису становништва 1991. године, насељено место Перушић Бенковачки је имало 595 становника, следећег националног састава:
| Попис 1991.‍  | Попис 1991.‍  | Попис 1991.‍ | Попис 1991.‍ | Попис 1991.‍ |
| ------------ | ------------ | ----------- | ----------- | ----------- |
|              |              |             |             |             |
| Хрвати       | Хрвати       |             | 433         | 72,77%      |
| Срби         | Срби         |             | 159         | 26,72%      |
| неопредељени | неопредељени |             | 3           | 0,50%       |
| укупно: 595  |              |             |             |             |

## Презимена
- Алавања — Православци, славе Светог Јована
- Бербер — Православци, славе Ђурђевдан
- Букарица — Православци, славе Светог Илију
- Добре — Православци, славе Ђурђевдан
- Нонковић — Православци, славе Светог Јована
- Пуповац — Православци, славе Ђурђевдан
- Шарић — Православци, славе Светог Илију